# Atalantia acuminata
Atalantia acuminata är en vinruteväxtart som beskrevs av Cheng Chiu Huang. Atalantia acuminata ingår i släktet Atalantia och familjen vinruteväxter. Inga underarter finns listade i Catalogue of Life.